# Power purchase agreement
Un power purchase agreement (PPA) è un contratto a lungo termine tra un produttore di energia elettrica e un cliente, solitamente un'azienda di servizi pubblici, un governo o un'azienda. I PPA possono durare dai 5 ai 20 anni, durante i quali l'acquirente di energia compra energia a un prezzo pre-negoziato. Tali accordi svolgono un ruolo fondamentale nel finanziamento di produttori di energia elettrica indipendenti (ossia non di proprietà di un'azienda di servizi pubblici), in particolare produttori di energia rinnovabile come parchi solari o eolici.
I contratti PPA possono riguardare una quantità predefinita di elettricità o una porzione predefinita di una qualsiasi quantità di elettricità generata dal venditore. In entrambi i casi, il prezzo può essere un importo fisso per kilowattora o indicizzato a tariffe di mercato fluttuanti, a seconda dei termini specifici del contratto.
Nel caso della generazione distribuita (in cui il generatore è ubicato in una costruzione e l'energia viene venduta all'occupante dell'edificio), i PPA commerciali si sono evoluti come una variante che consente ad aziende, scuole e governi di acquistare elettricità direttamente dal generatore anziché dalla società di servizi pubblici. Questo approccio facilita il finanziamento di attività di generazione distribuita quali impianti fotovoltaici, microturbine, motori alternativi e celle a combustibile.

## Struttura

### Parti coinvolte
In base a un PPA, il venditore è il soggetto proprietario del progetto. Nella maggior parte dei casi, il venditore è organizzato come una società veicolo il cui scopo principale è facilitare il finanziamento dei progetti.
L'acquirente è solitamente un'azienda di servizi pubblici o un'azienda che acquista l'elettricità per soddisfare le esigenze dei propri clienti. Anche i rivenditori di energia elettrica possono stipulare un PPA con il produttore.

### Punto di consegna
La vendita di energia elettrica nell'ambito di un PPA può avvenire in vari punti fisici della rete elettrica. Di solito questo è predefinito dal contratto. Un approccio comune è quello di vendere l'elettricità direttamente nel punto in cui il generatore si collega alla rete. In questo tipo di transazione, l'acquirente è responsabile della trasmissione dell'energia dal venditore. In alternativa, il PPA può distinguere un altro punto di consegna concordato da entrambe le parti, nel qual caso il venditore è responsabile della trasmissione. Esistono anche soluzioni più complesse, in cui il generatore immette elettricità in un punto della rete e l'acquirente la preleva da un altro punto. Poiché i prezzi spesso differiscono nei diversi punti della rete, il contratto PPA per tali accordi specifica come viene ripartita la differenza di prezzo.

### Prezzo
Le tariffe elettriche vengono concordate come base per un PPA. I prezzi possono essere fissi, aumentare nel tempo o essere negoziati in qualsiasi altro modo, purché entrambe le parti siano d'accordo sulla negoziazione. In un ambiente regolamentato, un ente regolatore dell'elettricità regola il prezzo. Un PPA spesso specifica quanta energia il fornitore dovrebbe produrre ogni anno e qualsiasi eccesso di energia prodotta avrà un impatto negativo sul tasso di vendita dell'elettricità che l'acquirente acquisterà. Questo sistema ha lo scopo di incentivare il venditore a stimare correttamente la quantità di energia che verrà prodotta in un determinato periodo di tempo.

### Termini di prestazione
In genere l'acquirente richiederà al venditore di garantire che il progetto soddisferà determinati standard prestazionali. Se la produzione di energia elettrica non rispetta quanto specificato dal PPA, il venditore è tenuto a rimborsare tali costi. Altre garanzie possono includere garanzie di disponibilità e garanzie di curva di potenza. Questi sono più applicabili nelle regioni in cui le fonti energetiche, come alcuni tipi di energia rinnovabile, sono più volatili.

## Utilizzo
Gli accordi di acquisto di energia (PPA) possono essere appropriati quando:
- Le entrate previste del progetto sono incerte e pertanto sono necessarie alcune garanzie in merito alle quantità acquistate e al prezzo pagato per rendere il progetto economicamente valido;
- Si auspica la protezione dalla concorrenza nazionale o internazionale più economica o sovvenzionata (ad esempio, quando una centrale elettrica vicina produce energia più economica);
- Esiste uno o più grandi clienti che acquisterano la maggior parte del prodotto, ad esempio un governo potrebbe acquistare l'energia generata da una centrale elettrica: il governo vorrà sapere quanto pagherà per la sua energia e che avrà la precedenza su tale energia, la società di progetto vorrà certezza delle entrate;
- L'acquirente desidera garantire la sicurezza dell'approvvigionamento.

## Finanziamento
Il PPA è spesso considerato il documento centrale per lo sviluppo di impianti di produzione di energia elettrica indipendenti (centrali elettriche). Poiché definisce i termini di fatturato del progetto e la qualità del credito, è fondamentale per ottenere finanziamenti.
Uno dei principali vantaggi del PPA è che, definendo chiaramente la produzione delle attività di generazione e il flusso di cassa associato, un PPA può essere utilizzato dal fornitore per ottenere finanziamenti senza ricorrere a una banca o a un'altra controparte finanziaria.
I finanziamenti per i PPA provengono da diverse fonti, a seconda della sede, delle aziende coinvolte e delle fonti disponibili. I finanziatori PPA sono sia a scopo di lucro che senza scopo di lucro.

## Funzionamento e misurazione
La manutenzione e il funzionamento di un progetto di generazione sono responsabilità del venditore. Ciò include ispezioni e riparazioni regolari, se necessario. Se il venditore non rispetta queste circostanze, verranno applicate clausole di liquidazione dei danni. In genere, il venditore è anche responsabile dell'installazione e della manutenzione di un contatore per determinare la quantità di energia che verrà venduta. In tale circostanza, il venditore è tenuto a fornire, su richiesta dell'acquirente, anche dati in tempo reale, compresi i dati atmosferici rilevanti per il tipo di tecnologia installata.